# Francesco Confalonieri

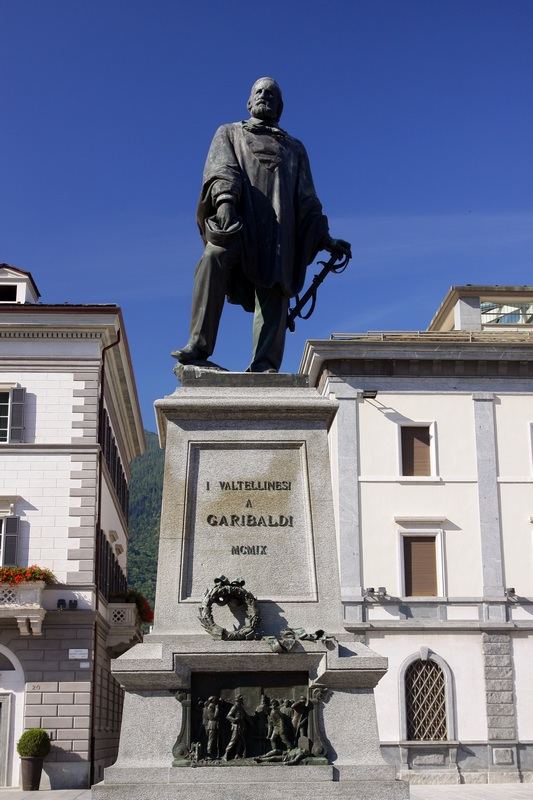

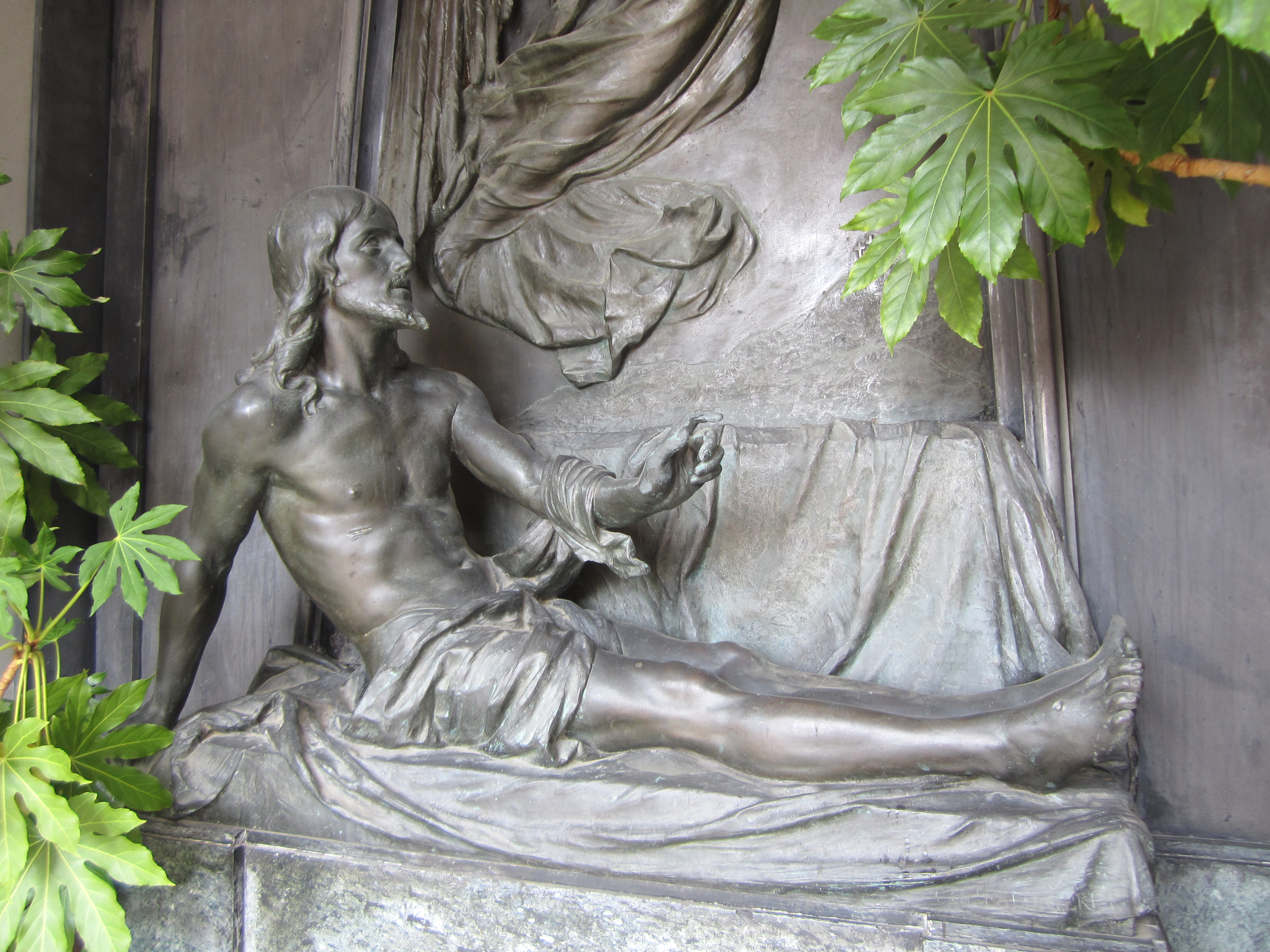

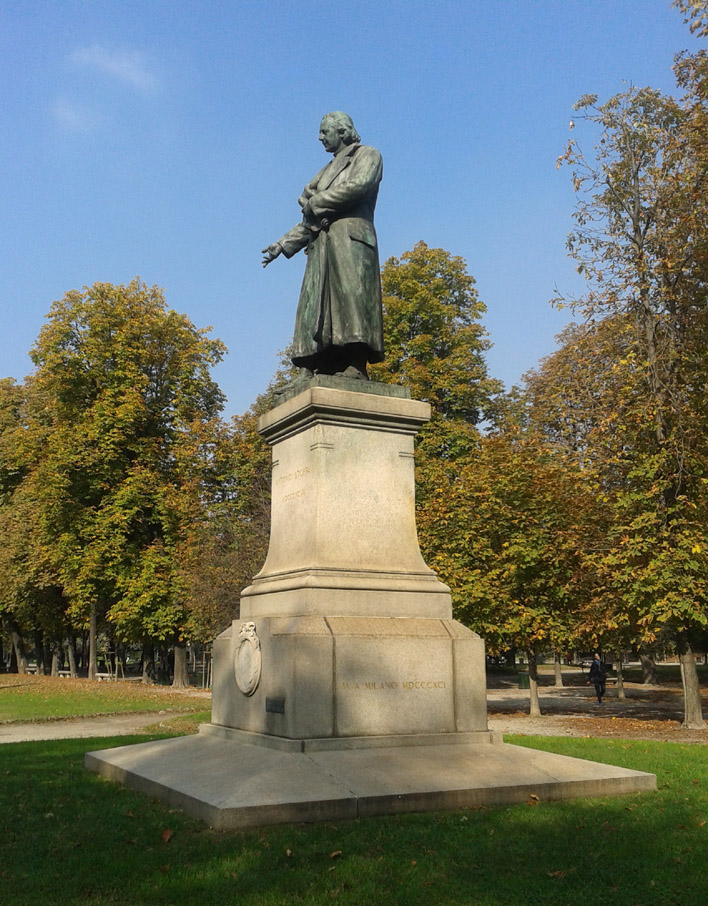

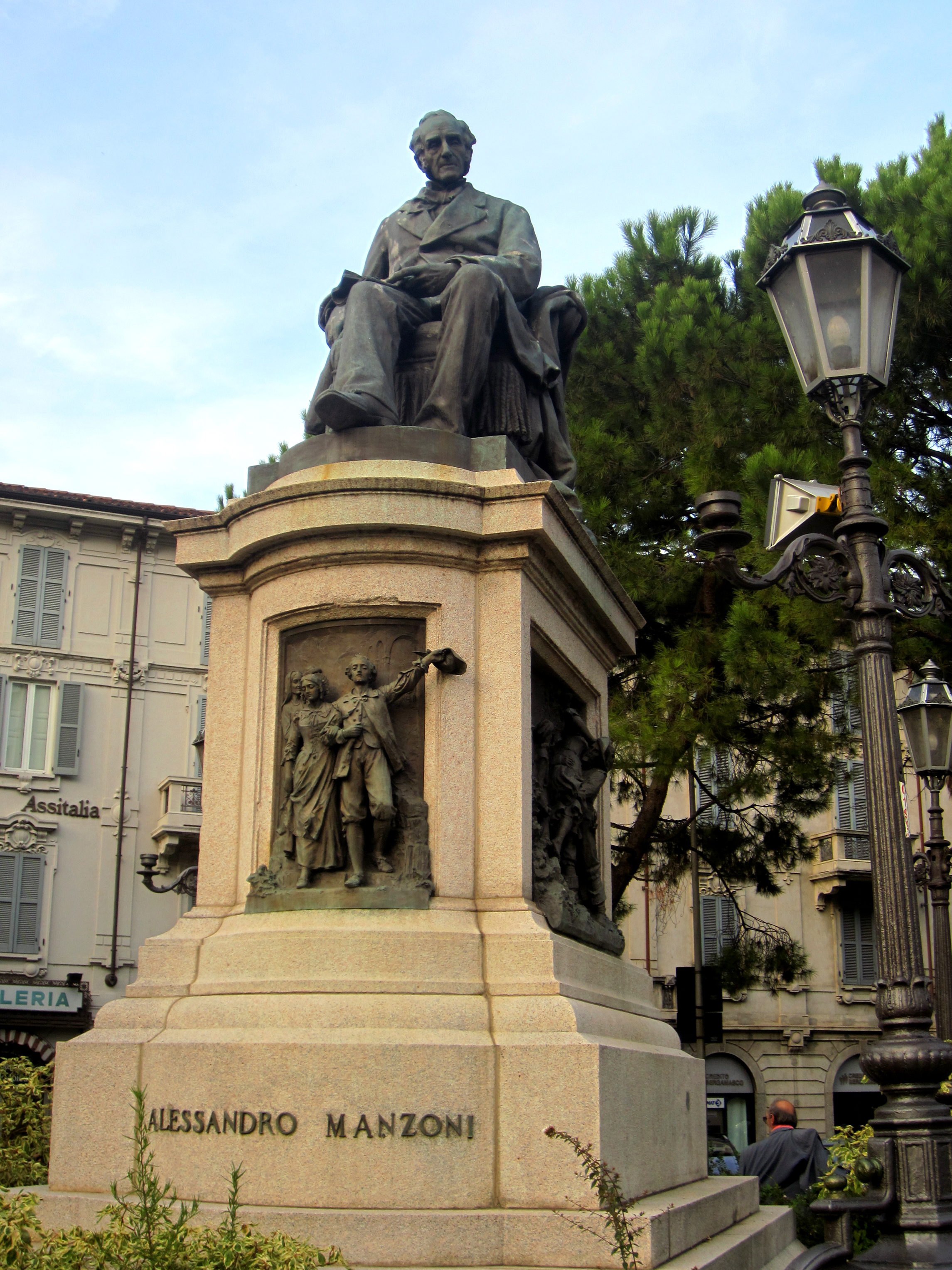

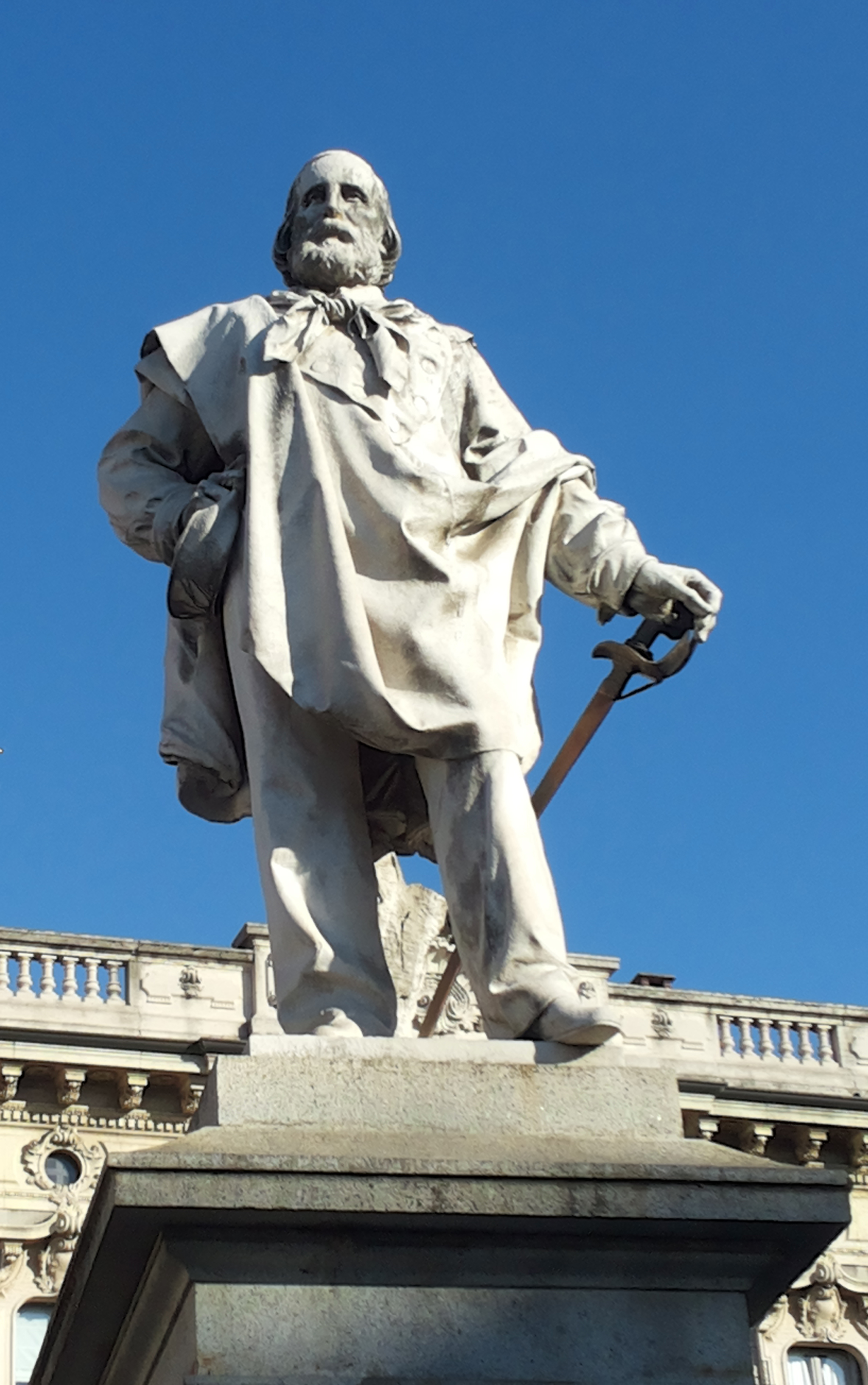

Francesco Confalonieri (Costa Masnaga, 2 settembre 1850 – Milano, 24 dicembre 1925) è stato uno scultore italiano.

## Biografia
Francesco Confalonieri nasce a Costa Masnaga il 2 settembre 1850, da Remigio Confalonieri e Giuseppina Bonfanti. Il padre, già proprietario di un setificio ridotto in condizioni finanziarie difficili in seguito a rovesci di fortuna, si trasferì a Milano nel 1863 insieme con la famiglia composta dalla moglie e da cinque figli.
Il tredicenne Francesco frequentò le scuole comunali di San Sempliciano che dovette però ben presto lasciare per quelle serali per poter venire in aiuto alla famiglia. Trovò occupazione come garzone nello studio di uno scultore dove gli fu possibile apprendere le tecniche del disegno. Passò in seguito nello studio dello scultore Lorenzo Vela e frequentò nello stesso tempo l'Accademia di Brera, facendo rapidi progressi e meritandosi numerosi premi. Fu per più di un anno ospite e allievo prediletto di Vincenzo Vela, fratello di Lorenzo, a Ligornetto, nel Canton Ticino.

### Carriera
Nel 1887 venne nominato Professore Aggiunto per la Scuola di Scultura presso la Real Accademia di Belle Arti di Milano, dove insegnò fino al 1921. Era Socio Onorario della Real Accademia dal 1880. Fece parte per parecchi anni della Commissione Permanente di Scultura, della Commissione Artistica per l'Esposizione Permanente, di quella per l'Esposizione di Belle Arti di Milano del 1887. Fu Membro della Commissione per il Monumento a Garibaldi in Milano e delle Commissioni per il conferimento dei premi “Fumagalli” e “Principe Umberto”.
Nel 1876 vinse il Concorso triennale di Scultura con l'operaSaffo che venne premiata con la medaglia d'oro. Eseguita in marmo ed esposta all'Esposizione del 1881 di Milano, venne acquistata da re Umberto I che la donò alla sorella Maria Pia, Regina del Portogallo; si trova ora al Palácio Nacional da Ajuda, a Lisbona. Esposta all'esposizione di Nizza del 1883, venne premiata con la medaglia d'oro. Il modello in gesso di proprietà della Real Accademia di Brera si trova ora, insieme al gesso diMirra, presso la Gipsoteca dell'Accademia di Brera. La Saffo fu premiata nel 1879 dal Ministero della Pubblica Istruzione. Nello stesso anno vinse il premio della Fondazione “Saverio Fumagalli”.
Nel 1881 eseguì, in seguito a concorso, il monumento a Pio IX, eretto nella Basilica di Sant'Ambrogio di Milano e, per commissione, ne eseguì due riproduzioni: una per la Chiesa del Sacro Cuore in Roma e una per quella di San Giovanni in Torino. In seguito a concorso eseguì i monumenti Garibaldi a Lecco (riprodotto per Gallarate nel 1884), di Manzoni sempre a Lecco (1891), di Garibaldi a Sondrio (1909), di Padre Villoresi a Monza. Nel 1888 l'architetto Cesa Bianchi, incaricato di portare a termine il Gugliotto di Nord-Ovest del Duomo di Milano, gli commissiona due modelli in gesso per la realizzazione di due statue, un sacerdote e una donna devota, da inserire nel secondo ordine di nicchie del gugliotto stesso. Nel 1992 gli vengono liquidate lire 600 per il lavoro compiuto.
Per commissione eseguì i monumenti di Antonio Rosmini a Milano (1896), Stoppani a Milano (1898), di Parini a Bosisio (1899), di Re Umberto a Seregno (1903), di Monsignor Ballerini sempre a Seregno, di Leone XIII a Milano (cortile della Basilica di Sant'Ambrogio), di Zanardelli a Breno e, negli ultimi anni, parecchi Monumenti ai Caduti, fra i quali quello di Carate Lario e di Brivio. A queste opere vanno aggiunti numerosissimi monumenti funebri. Dodici nel solo Cimitero di Lecco, sette sono ancora visibili in quello di Milano.
Monumenti funebri si trovano anche nei cimiteri di Sondrio, Costa Masnaga LC, Mandello del Lario LC, Voghera PV, Stradella PV, Castel San Giovanni PC, 
Valdagno VC.
Modellò inoltre circa 60 busti, alcuni bassorilievi per la Villa Reale di Monza, due statue (ritratti) per il Mahraja di Baroda Sayaji Rao Gaekwad III (India) ed oltre duecento fra medaglie, targhe e piccole opere. Quasi tutti i modelli in gesso, ad eccezione dei più voluminosi, si trovavano in una villa a Maggianico (Lecco), ma risultano ora dispersi.
I resti dello scultore si trovano ora al Cimitero Monumentale di Milano, in una celletta del Civico Mausoleo Garbin, ex edicola privata dedicata agli artisti milanesi illustri.

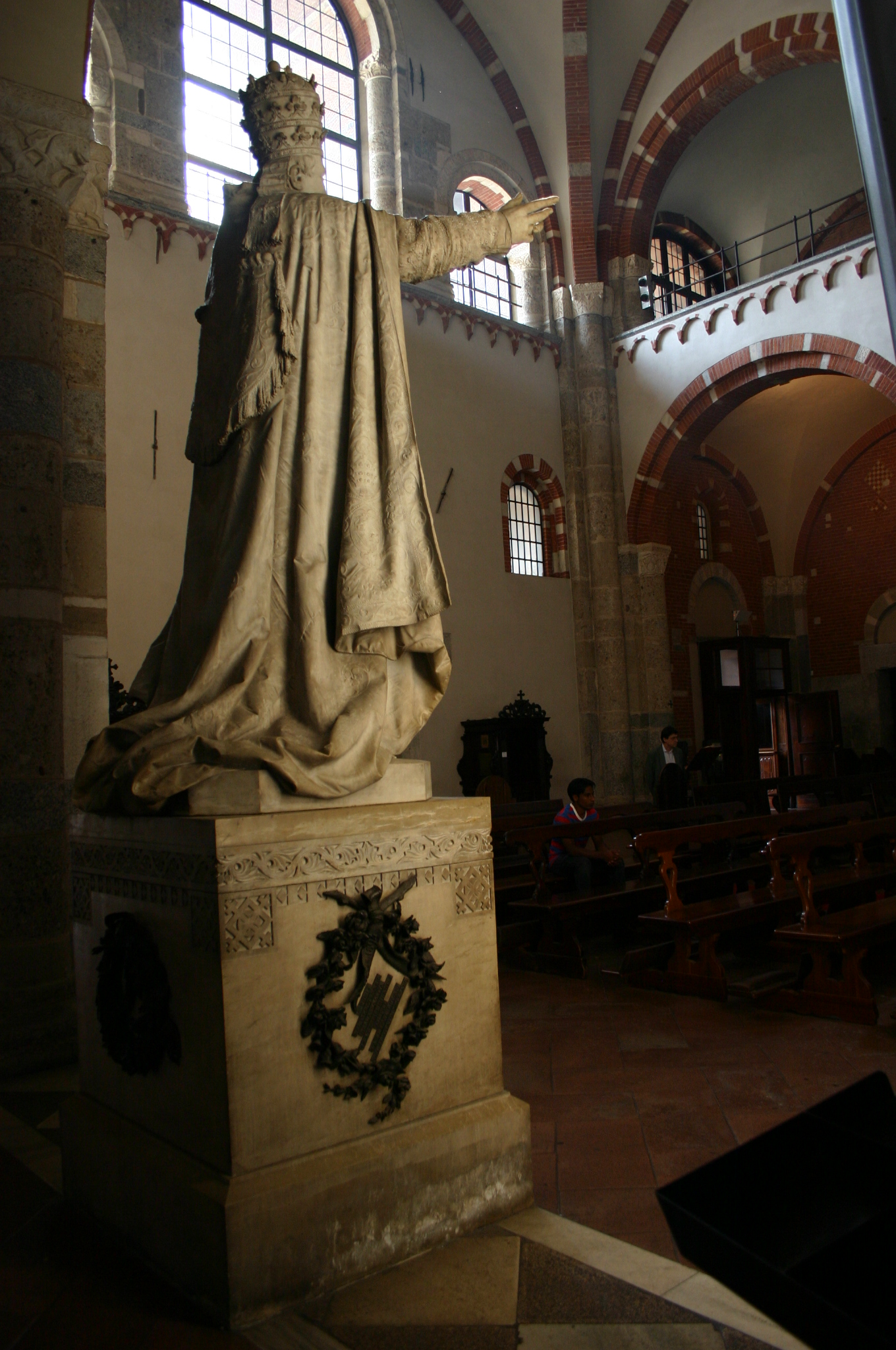
Pio IX, statua scolpita da Francesco Confalonieri in sant'Ambrogio, Milano

## Opere
- Saffo, marmo, 1876, Portogallo, Lisbona, Palácio Nacional da Ajuda
- Monumento ad Antonio Stoppani,1898, Milano, Giardini Pubblici
- Monumento ad Antonio Rosmini, 1896, Milano, Giardini Pubblici
- Monumento a Manzoni, 1891, Lecco
- Monumento a Garibaldi, 1884, Lecco
- Monumento a Garibaldi 1885, Gallarate
- Monumento a Garibaldi, 1909, Sondrio
- Monumento a Leone XIII, 1924, Milano, Basilica di Sant'Ambrogio
- Statua di Pio IX, 1880, Milano, Basilica di Sant'Ambrogio,
- Statua di Pio IX, 1882, Torino, Chiesa San Giovanni Evangelista
- Statua di Pio IX, 1887, Roma, Sacro Cuore Castro Pretorio
- Statua di Luigi Maria Villoresi, 1913, Monza, Collegio Villoresi
- Monumento a Umberto I, 1903, Seregno MB
- Tomba di Paolo Angelo Ballerini, 1898, Seregno, Basilica di San Giuseppe
- Altorilievo con leone, sopra porta di accesso allo Scalone d'Onore, Monza, Villa Reale
- Busto di Aurelio Mariani, 1886/87, Costa Masnaga, LC
- Busto di John Silvani, 1899, Chiavenna, SO
- Busto di Giuseppe Merzario, Asso CO, Sala consigliare
- Busto di Alessandro Manzoni, 1886, Biblioteca Braidense, Brera, Milano
- Busto di Giuseppe Parini, 1889, Bosisio Parini LC
- Busto di Ercole Turati, 1898, Milano, Museo di Scienze Naturali
- Busto di Giuseppe Zanardelli, Breno BS
- Busto di Teresa Borri Stampa Manzoni, Milano, Casa del Manzoni
- Busti di Giacomo Mellerio e Antonio Rosmini, Domodossola VB, Collegio Mellerio Rosmini
- Lapide a Giovanni Carnelutti, Milano, Società d'Incoraggiamento d'Arti e Mestieri
- Lapide a Tranquillo Baruffaldi, 1908, Barzio LC
- Lapide a Giuseppe Arrigoni, 1913, Introbio LC
- Lapide a Saverio Fumagalli, 1879, Milano, Brera
- Monumento ai Caduti, 1920, Brivio LC
- Monumento ai Caduti, 1920, Lecco Castello
- Monumento ai Caduti, 1921, Carate Urio, CO
- Monumento ai Caduti, Oliveto Lario, LC
- Monumento ai Caduti, 1924, Olginate Capiate LC
- Monumento ai Caduti, San Cipriano Po PV